# لودویگ کرتس
لودویگ کرتس (آلمانی: Ludwig Kretz؛ زادهٔ ۱ ژانویهٔ ۲۰۰۰) دوچرخه‌سوار اهل اتریش است. وی در مسابقات ملی دوچرخه‌سواری جاده اتریش در سال ۱۹۷۵ قهرمان شده است.